# برانلیس
برانلیس (به انگلیسی: Bronllys) یک منطقهٔ مسکونی در بریتانیا است که در Powys واقع شده‌است. برانلیس ۱۲٫۲ کیلومتر مربع مساحت و ۸۵۳ نفر جمعیت دارد.